# 인터하트
인터하트(영어: interHeart)는 세계 유학생들의 교제와 정보교류를 위한 모임이다.

## 개요
2006년부터 2010년까지 소수의 한국내 외국인 유학생들과 설립자를 포함한 소수의 한국인 자원활동가들이 이름없이 모임을 가져오다가 2011년에 조직의 이름과 로고를 정하고 본격적인 활동을 시작하였다. 현재 한국내 10여 개 캠퍼스의 유학생들과 말레이시아, 캄보디아, 홍콩, 미국, 베트남, 중국, 일본, 몽골 등 여러 나라로 돌아간 친구들과의 지속적인 교제를 유지하고 있다.

## 이름의 유래
인터하트 (공식 명칭 : interHeart)의 이름의 유래는 다음과 같다. 영어 접두사인 inter- (~사이에, ~간에, ~중간에 라는 의미)와 Heart (마음)의 합성어이다.

## 주요활동
2015년 현재 인터하트의 주요활동은 다음과 같다.

### 캠퍼스 모임
- 서울, 인천, 경기도 지역 : 고려대학교 (매주 수요일), 경희대학교 (매주 목요일), 인하대학교 (매주 금요일)

### 토요 모임
- 2011년 5월 ~ 2014년 12월 : 파파이스 충무로점
- 2015년 1월 ~ 현재 : 맥도날드 명동 2호점, 블리스 & 블레스

### 인터하트 여행(국내,해외)
2009년
- 6월 10일 ~ 12일 : 선유도 (군산시)

2010년
- 6월 9일 ~ 11일 : 선유도 (군산시)

2011년
- 7월 4일 ~ 6일 : 부산

2012년
- 3월 11일 ~ 17일 : 말레이시아 & 싱가포르
- 4월 20일 ~ 21일 : 경기도 가평군
- 6월 15일 ~ 17일 : 부산

2013년
- 6월 24일 ~ 26일 : 선유도 (군산시)

2014년
- 2월 17일 ~ 19일 : 제주도
- 6월 13일 ~ 15일 : 선유도 (군산시)
- 7월 21일 ~ 23일 : 부산
- 9월 9일 : 남한산성

2015년
- 7월 3일 ~ 5일 : 부산

### 인터하트 크리스마스 파티
2009년 ~ 2014년
- 12월 24일 ~ 25일

### 유학생을 위한 무료 치과진료
2013년
- 5월 4일 : 인하대학교 (인천)
- 6월 15일 : 풍성다문화지원센터 (인천)
- 10월 26일 : 전주대학교 (전주)

2014년
- 4월 26일 : 전주대학교 (전주)
- 11월 1일 : 인하대학교 (인천)

2015년
- 4월 25일 : 부경대학교 (부산)